# Road House
Road House är en amerikansk actionfilm från 1989. I huvudrollerna ses Patrick Swayze, Kelly Lynch och Sam Elliott.

## Handling
Road House handlar om Dalton (Patrick Swayze), som är en professionell dörrvakt/utkastare.  Dalton får ett erbjudande att återställa ordningen på baren Double Deuce. i staden Jasper i Missouri. Det dröjer inte långt efter ankomsten innan Dalton hamnar i konflikt med stadens starke man Brad Wesley (Ben Gazzara) som utövar utpressningsverksamhet, men han möter också kärleken i form av Dr. Elizabeth Clay (Kelly Lynch).

## Rollista (urval)
- Patrick Swayze – James Dalton
- Kelly Lynch - Dr. Elizabeth Clay
- Sam Elliott – Wade Garrett
- Ben Gazzara - Brad Wesley
- Jeff Healey - Cody
- Kevin Tighe - Tilghman
- Sunshine Parker - Emmet
- Red West - Red Webster
- Marshall Teague - Jimmy
- Julie Michaels - Denise
- Tito Larriva - Cruzados
- John Doe - Pat McGurn
- Keith David – Bartender

## Om filmen
Road House regisserades av Rowdy Herrington. Filmen utspelas i Missouri men spelades i verkligheten in i Santa Clarita i Los Angeles County, Kalifornien.
Filmen nominerades till Golden Raspberry Awards i inte mindre än fem olika kategorier; sämsta film, sämsta manus, sämsta regi, sämsta huvudroll (Patrick Swayze) och sämsta biroll (Ben Gazzara). 
2006 gjordes en uppföljare direkt till video, Road House 2: Last Call. New York Post rapporterade i början av 2015 att ett klipp från filmen där protagonisten instruerar sina vakter att inte ta okvädningsord personligt ingick i en internutbildning vid New York City Police Department.
I mars 2024 har en nyinspelning, vars titel också är Road House, premiär på Amazon Prime Video. Bland filmens rollsinnehavare märks Jake Gyllenhaal, i rollen som Elwood Dalton.